# Régiments de cavalerie français d'Ancien Régime (W)
Cet article présente la liste des régiments de cavalerie français d'Ancien Régime, commençant par la lettre W.

## Régiment de Watronville cavalerie
- Régiment de Watronville cavalerie  

Ce régiment weimarien est admis à la solde de la France le 26 octobre 1635 sous les ordres du colonel de Watronville. Dans le cadre de la guerre de Trente Ans il est envoyé en Lorraine puis sur le Rhin en 1639. En 1640, il prend ses quartiers à Verdun  et rejoint l'Allemagne. Il prend le nom de régiment de Tracy cavalerie après avoir été donné, le 17 mai 1643, à Alexandre de Prouville, marquis de Tracy.

## Régiment de Watteville dragons
- Régiment de Watteville dragons[1]

## Régiment de Wittgenstein cavalerie
- Régiment de Wittgenstein cavalerie 

Ce régiment allemand est admis à la solde du royaume de France en octobre 1643 dans le cadre de la guerre de Trente Ans. Il combat en Allemagne, participe à la bataille de Tuttlingen en 1643 et en 1645 à la bataille de Nordlingen durant laquelle il est détruit.

## Régiment de Wittinghof cavalerie
- Régiment de Wittinghof cavalerie  

C'est l'ancien régiment d'Eggenfeld cavalerie, qui est renommé « régiment de Wittinghof cavalerie » en 1638 après avoir été donné au colonel de Wittinghof. Dans le cadre de la guerre de Trente Ans, il rejoint la Picardie en 1640, participe au siège d'Aire en 1641 et passe en Catalogne en 1643. Il prend le nom de régiment de Schack cavalerie après avoir été donné le 12 août 1643 au comte de Schack.

## Régiment de Wümberg-croates cavalerie
- Régiment de Wümberg-croates cavalerie 

Ce régiment dont le recrutement était fait exclusivement avec des Croates est admis à la solde du royaume de France le 18 avril 1643 dans le cadre de la guerre de Trente Ans. Envoyé en Picardie, il participe à la bataille de Rocroi et est licencié à la fin de la campagne.

## Régiment de Wurtemberg cavalerie
- Régiment de Wurtemberg cavalerie

C'est l'ancien régiment de Rosen cavalerie (1635-1749) qui prend le titre de « régiment Wurtemberg cavalerie » après avoir été donné le 1er février 1749, à Louis-Eugène, prince de Wurtemberg. Le 1er décembre 1761 le régiment est incorporé dans le régiment Royal-Allemand cavalerie. Les étendards du régiment étaient jaunes; au droit, soleil et devise du roi, un trophée d'armes aux quatre coins et le pourtour brodé d'argent; au revers, le symbole royal était remplacé par un rosier fleuri broché en soie, avec ces mots : Floresco in armis. Le tout brodé et frangé en or, sauf la bordure du carré. La tenue comportait : habit, manteau et boutons gris blanc, parements et revers rouges, fort larges; buffle, bandoulière et culotte de peau jaune; chapeau bordé d'un large galon d'argent, et plus tard, vers 1745, bonnet de peau d'ours noir; équipage jaune bordé de noir. Cet équipage, sous les Rottembourg, était rouge. Sous le prince de Wurtemberg, il fut jaune avec un galon à carreaux verts et violets.

Régiment de Wurtemberg cavalerie
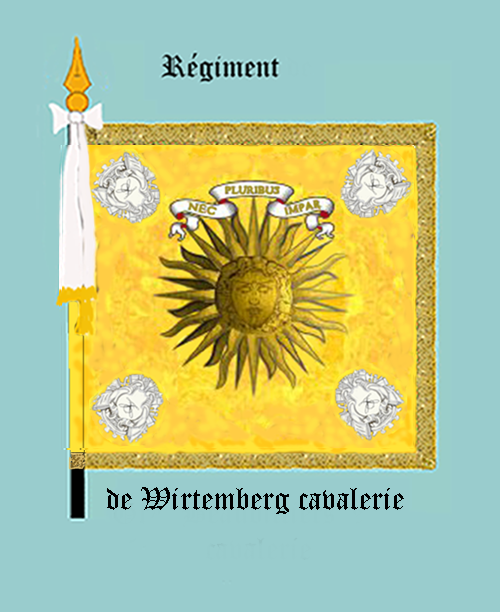
avers
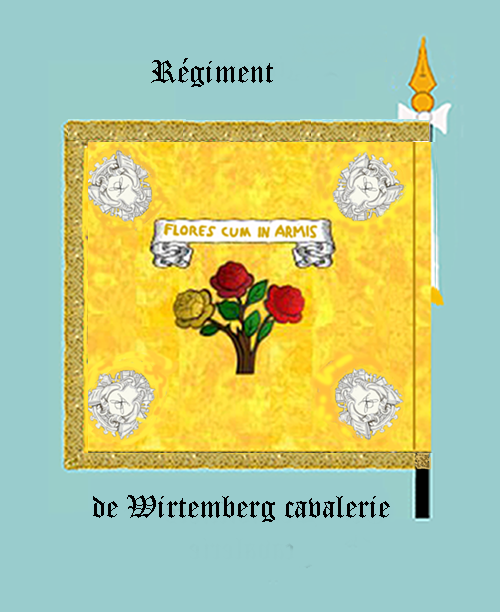
revers
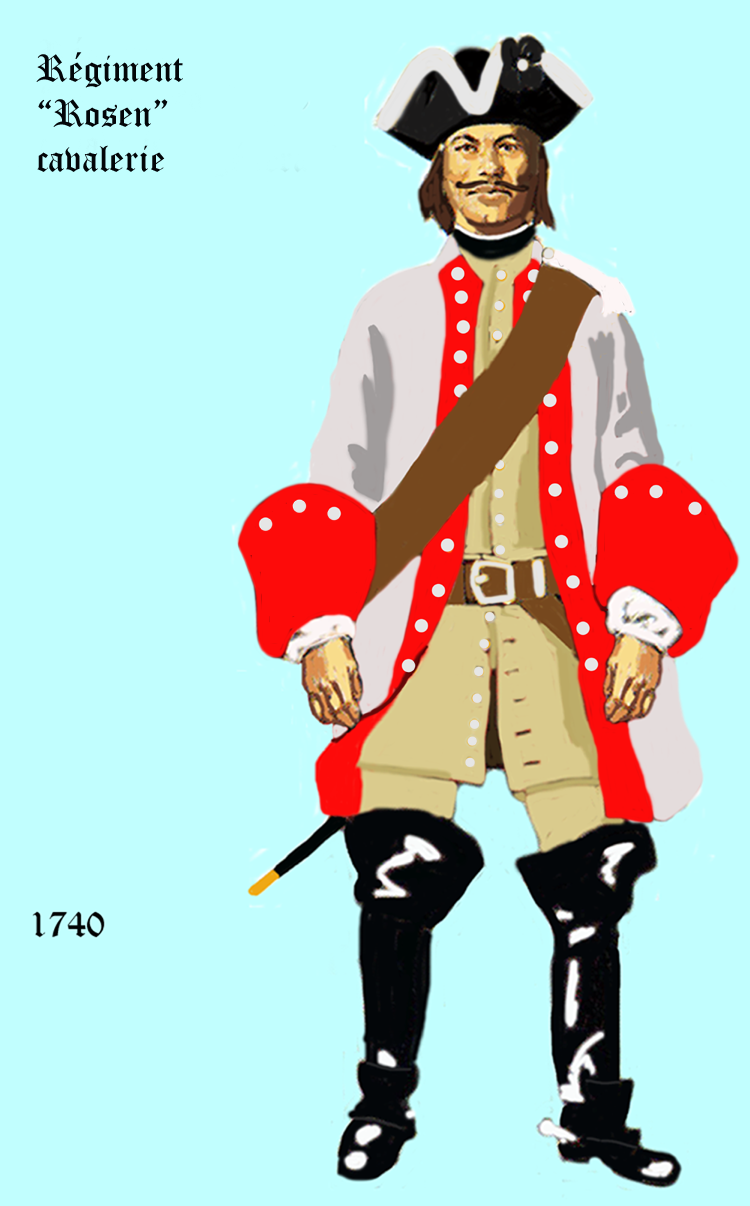
de 1740 à 1757
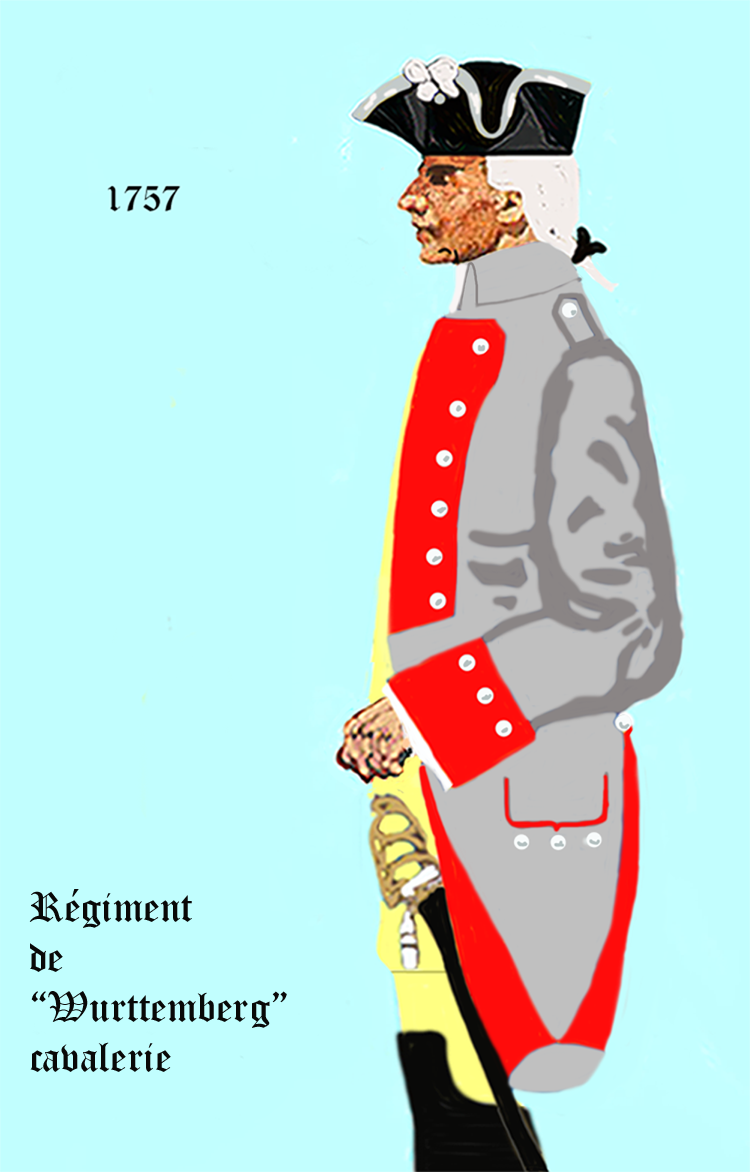
de 1757 à 1761